# Canzo

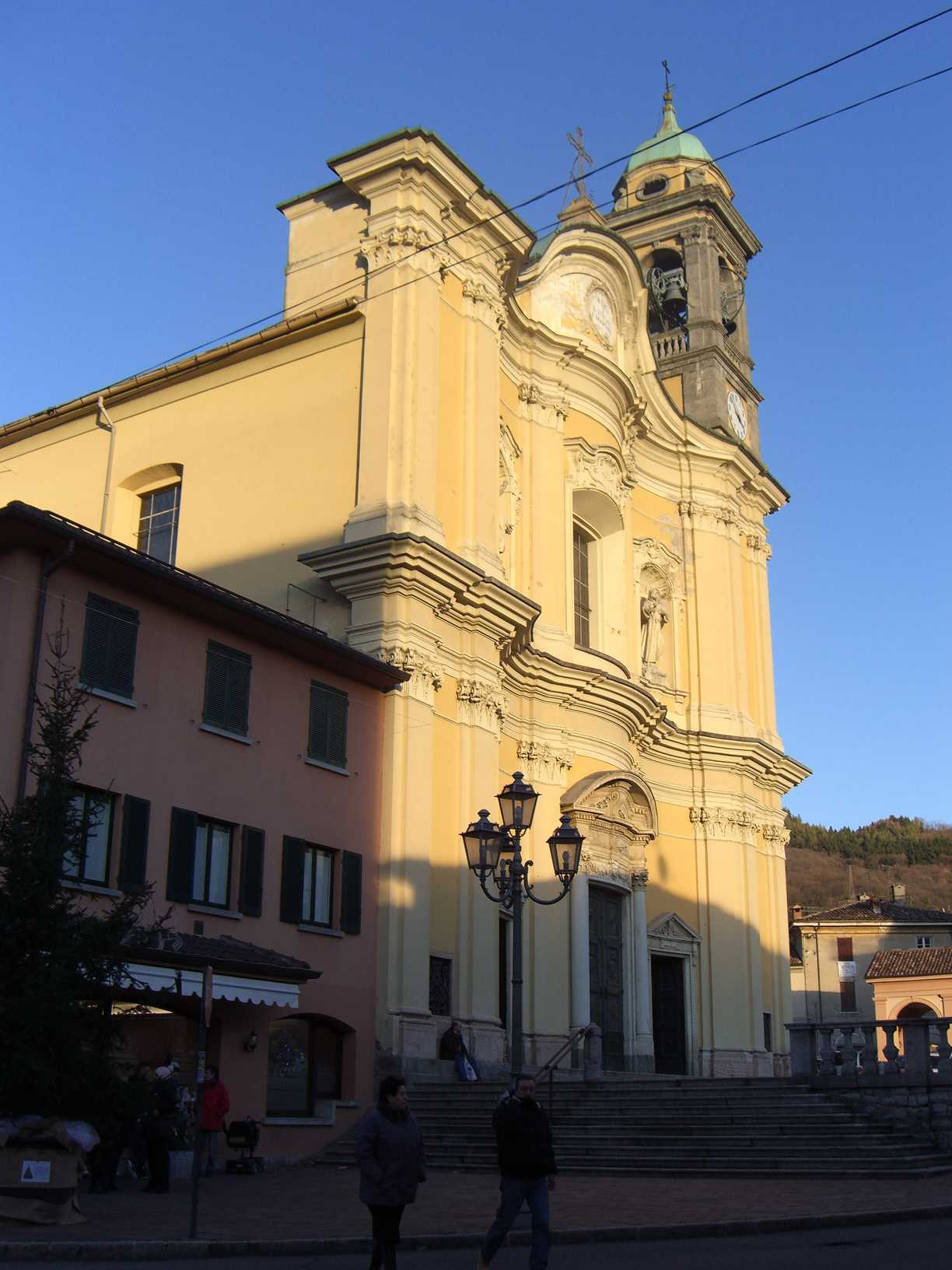
Kirche Santo Stefano

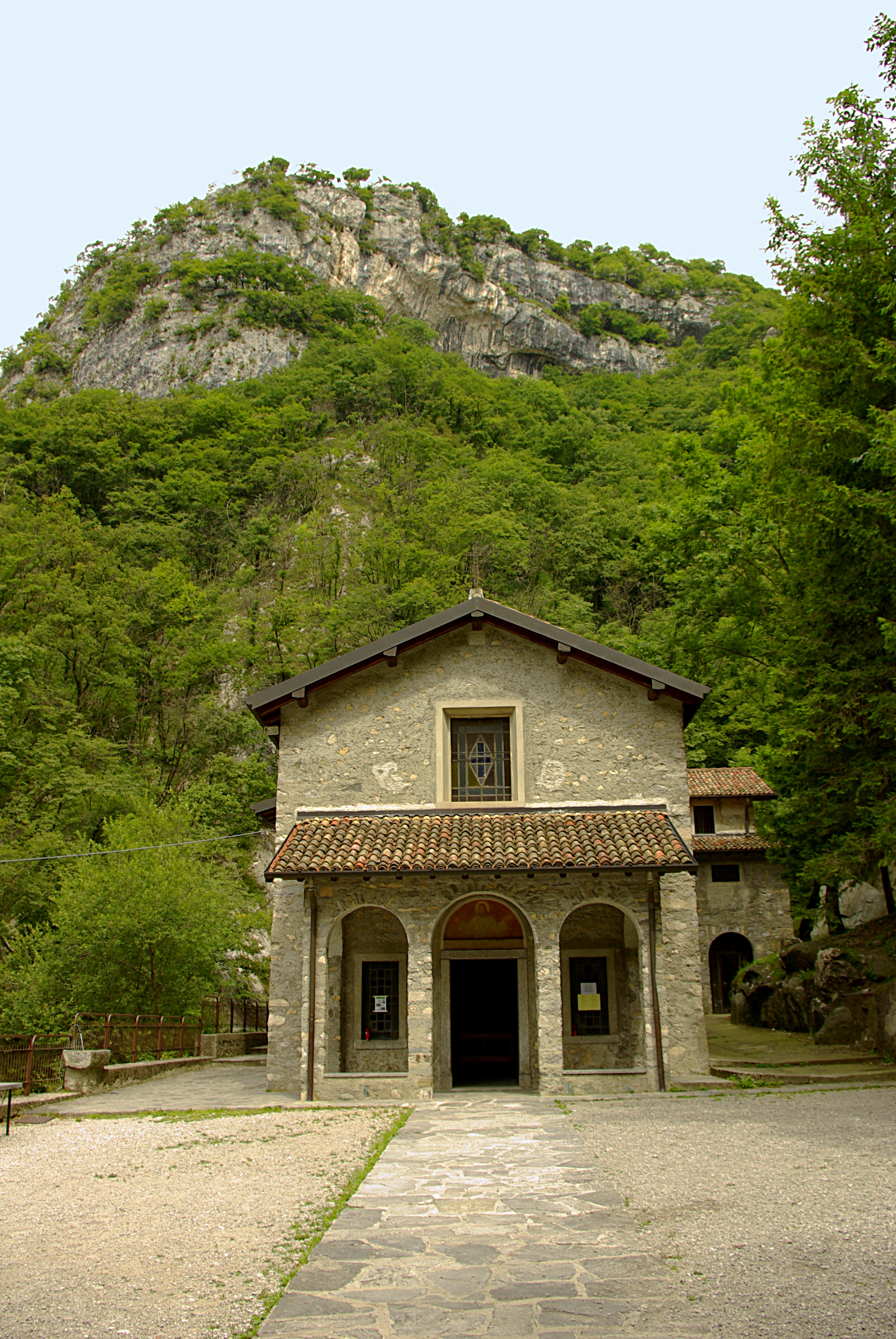
Kirche San Miro

Kirche San Miro, Innenraum

Canzo ist eine norditalienische Gemeinde (comune) mit 5129 Einwohnern (Stand 31. Dezember 2023) in der Provinz Como in der Lombardei.

## Geographie
Die Gemeinde liegt etwa 14,5 Kilometer ostnordöstlich von Como am Lambro und an der Ravella und grenzt unmittelbar an die Provinz Lecco. Canzo ist Teil der Brianza und der Comunità Montana del Triangolo Lariano.
Die Nachbargemeinden sind Asso, Caslino d’Erba, Castelmarte, Cesana Brianza (LC), Civate (LC), Eupilio, Longone al Segrino, Proserpio, Pusiano, Valbrona und Valmadrera (LC).

## Verkehr
Die Gemeinde liegt an der Bahnstrecke Milano–Asso. Der Endbahnhof befindet sich noch auf dem Gemeindegebiet und wird daher als Canzo-Asso bezeichnet (teilweise auch als Canzo Nord). Der Bahnhof von Canzo selbst wird in Abgrenzung dazu teilweise als Canzo Sud bezeichnet.

## Sehenswürdigkeiten
- Kirche Santo Stefano[2]
- Wallfahrtskirche San Miro[3]

## Persönlichkeiten
- Filippo Turati (1857–1932), Politiker, Jurist und Journalist